# AOC Saint-Julien
Saint-Julien es una denominación de origen de la región vinícola de Burdeos. Se trata de tintos provenientes de la comuna francesa de Saint-Julien-Beychevelle con exclusión de las parcelas del territorio situadas sobre aluviones modernos y arenas, sobre subsuelos impermeables, así como una serie de territorios concretos que forman parte en virtud de tradiciones antiguas de dominios situados en la zona y pertenecientes a los municipios de Cussac y Saint-Laurent. Estas parcelas perderán el derecho a la denominación si luego se separan de los viñedos de los que forman parte.
Las variedades autorizadas son: cabernet (sauvignon, carménère, cabernet franc), merlot, malbec y petit verdot.
Los vinos deben provenir de mostos que contengan un mínimo y antes de todo enriquecimiento o concentración de 178 gramos de azúcar natural por litro y presenten, después de la fermentación, un grado alcohólico mínimo de 10,5º. 
La producción no puede exceder de 45 hectolitros por hectárea de viña en producción. La producción media anual de esta denominación es de 50.800 hectolitros, y la superficie declarada la de 910 hectáreas. 
El reconocimiento del Saint-Julien como appellation d'origine contrôlée (AOC) data de 1936. A partir de 1973, es una denominación de origen protegida (PDO) ante la Unión Europea.